# Silbitz
Silbitz település Németországban, azon belül Türingiában. Lakosainak száma 622 fő (2023. december 31.). Silbitz Hartmannsdorf, Crossen an der Elster, Bad Köstritz, Caaschwitz, Tautenhain, Eisenberg és Rauda községekkel határos.

## Népesség
A település népességének változása:
| Lakosok száma | 651  | 642  | 624  | 627  | 622  |
|               | 2017 | 2019 | 2021 | 2022 | 2023 |